# Макклюр, Марк
Марк Макклю́р (англ. Marc McClure; 31 марта 1957, Сан-Матео, США) — американский актёр, наиболее известен по роли Джимми Олсена в франшизе о Супермене и Дэйва МакФлая в франшизе «Назад в Будущее».

## Биография
Родился в городе Сан-Матео, штат Калифорния. В 1976 году дебютировал в комедийном фильме «Чумовая пятница». В 1977 году снялся в клипе Университета Бригама Янга в роли Скотта. В 1978 году снялся в фильме «Я хочу держать тебя за руку», в 1980 году — «Подержанные автомобили», оба были сняты по сценарию Роберта Земекиса и Боба Гейла.
Первую известность получил по роли Джимми Олсена в фильмах Супермен, Супермен 2, Супермен 3, Супермен 4: В поисках мира и спин оффе Супердевушка. Он стал единственным кто сыграл в четырёх фильмах серии и спин-оффе. В 1995 году он вернулся к роли Олсена в рекламном ролике коллекции экшн-фигурок Super Powers Collection.
В том же году он сыграл роль Дэйва МакФлая в фильме «Назад в Будущее», где снова работал с Робертом Земекисом и Бобом Гейлом. Макклюр также снялся в «Назад в Будущее 2» и «Назад в Будущее 3». Появлялся на ролях в телесериалах Счастливые дни, Охотник и Щит.

## Фильмография
| Год  |   | Русское название                   | Оригинальное название               | Роль                  |
| ---- | - | ---------------------------------- | ----------------------------------- | --------------------- |
| 1976 | ф | Чумовая пятница                    | Freaky Friday                       | Борис Харрис          |
| 1978 | ф | Возвращение домой                  | Coming Home                         | президент класса      |
| 1978 | ф | Я хочу держать тебя за руку        | I Wanna Hold Your Hand              | Ларри Дюбуа           |
| 1978 | ф | Супермен                           | Superman                            | Джимми Олсен          |
| 1980 | ф | Подержанные автомобили             | Used Cars                           | Дюбуа                 |
| 1980 | ф | Супермен 2                         | Superman 2                          | Джимми Олсен          |
| 1981 | ф | Мёртвые дети                       | Strange Behavior                    | Оливер Майерхоф       |
| 1982 | ф | Ад кромешный                       | Pandemonium                         | Рэнди                 |
| 1983 | ф | Супермен 3                         | Superman 3                          | Джимми Олсен          |
| 1984 | ф | Супердевушка                       | Supergirl                           | Джимми Олсен          |
| 1985 | ф | Назад в будущее                    | Back to the Future                  | Дэйв МакФлай          |
| 1987 | ф | Супермен 4: В поисках мира         | Superman IV: The Quest for Peace    | Джимми Олсен          |
| 1987 | ф | Амазонки на Луне                   | Amazon Women on the Moon            | Рэй                   |
| 1988 | ф | Идеальная пара                     | Amazon Women on the Moon            | Рэй                   |
| 1989 | ф | Шансы есть                         | Chances Are                         | Ричард                |
| 1989 | ф | После полуночи                     | After Midnight                      | Кевин                 |
| 1989 | ф | Назад в будущее 2                  | Back to the Future II               | Дэйв МакФлай          |
| 1990 | ф | Назад в будущее 3                  | Back to the Future Part III         | Дэйв МакФлай          |
| 1990 | ф | Мрачные сказки прерий              | Grim Prairie Tales                  | Том                   |
| 1992 | ф | Бродяга                            | The Vagrant                         | Чак                   |
| 1995 | ф | Песочный человек                   | Sleepstalker                        | мистер Дэвис          |
| 1995 | ф | Аполлон-13                         | Apollo 13                           | Глинн Ланни           |
| 1996 | ф | То, что ты делаешь                 | That Thing You Do!                  | голливудский продюсер |
| 2003 | ф | Чумовая пятница                    | Freaky Friday                       | Борис Харрис          |
| 2005 | ф | Тренер Картер                      | Coach Carter                        | отец Сусанны          |
| 2006 | ф | Супермен 2: Версия Ричарда Доннера | Superman II: The Richard Donner Cut | Джимми Олсен          |
| 2007 | ф | Тайны Смолвиля                     | Smallville                          | Джакс-Ур              |
| 2008 | ф | Фрост против Никсона               | Frost/Nixon                         | руководитель телесети |
| 2017 | с | Бессильные                         | Powerless                           | отец Эмили            |
| 2017 | ф | Лига справедливости                | Justice League                      | Бен Садовски          |
| 2021 | ф | Лига справедливости Зака Снайдера  | Zack Snyder's Justice League        | офицер Джерри         |